# 白色圣母广场
白色圣母广场（西班牙语：Plaza de la Virgen Blanca）是西班牙巴斯克自治区阿拉瓦省维多利亚的一个古老的广场。广场中央是维多利亚战役的纪念碑，那是1813年拿破仑战争期间在该市发生的一场战斗。

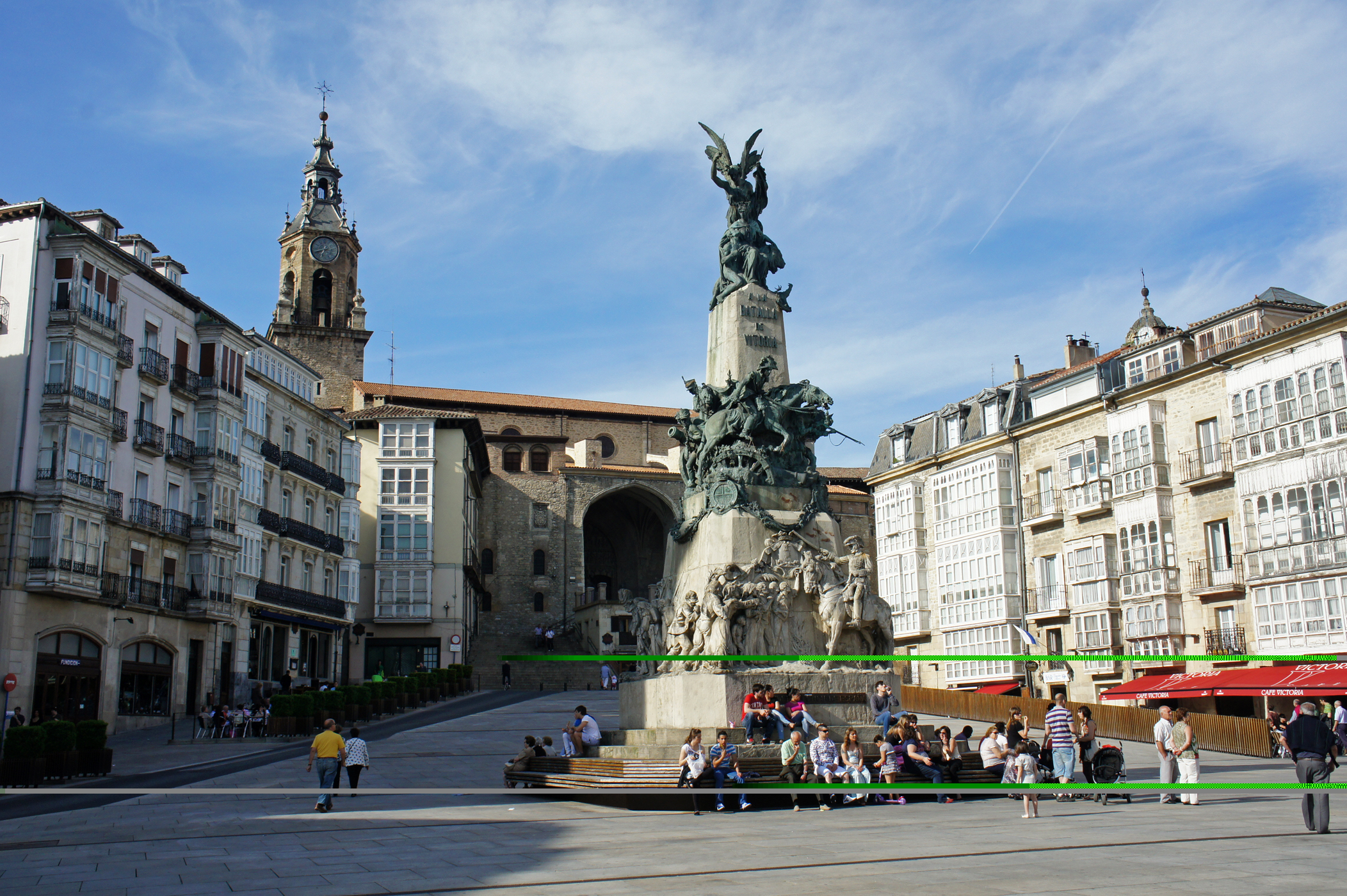
白色圣母广场

## 历史
在中世纪，这个广场是维多利亚的市中心。这是所有活动的举行场所，包括斗牛和食品市场。在18世纪末，维多利亚建筑师安东尼奥·德奥拉吉贝尔（Justo Antonio de Olaguíbel）在该广场旁边兴建了西班牙广场（Plaza de España）或新广场（Plaza Nueva）。由于新广场的修建，旧广场成为当地的聚会地点。2007年，移除广场中间的花，安装喷泉，以使广场现代化。

## 白色圣母节
下午6:00，塞莱登（一个带伞的布娃娃）从圣弥额尔堂（Iglesia de San Miguel）的顶部，下降到白色圣母广场对面的阳台上。布娃娃用电线吊着，一路滑落。与此同时，市民们站在它下面，喝香槟，唱着庆祝歌曲。娃娃一到达阳台，就被工作人员藏起来，一个人形的娃娃出现。下一步，他必须在一群朋友的帮助下穿过广场，到达圣弥额尔堂，向下面的人群致意，祝大家节日快乐。这场演出标志维托利亚庆祝活动的开始。晚上10点，白色圣母兄弟会负责组织灯笼游行。